# Скибюк, Игорь Анатольевич
Игорь Анатольевич Скибюк (укр. Ігор Анатолійович Скибюк; род. 10 октября 1976, Конотоп) — украинский военачальник, генерал-майор. Командующий Десантно-шурмовыми войсками Украины Вооружённых сил Украины (11 февраля 2024 — 3 июня 2025). Герой Украины (2022).

## Биография
Родился 10 октября 1976 года в Конотопе, Сумская область. Службу начал в 1998 году в 80-й отдельной десантно-штурмовой бригаде на должности командира взвода. В 2016 году подполковник Скибюк был командующим украинскими частями на международных учениях «Кленова арка-2016». С 2022 года он возглавил 80-ю отдельную десантно-штурмовую бригаду, а в 2023 году стал начальником штаба — заместителем командующего Десантно-штурмовыми войсками ВСУ. 11 февраля 2024 года был назначен командующим ДШВ ВСУ. За выдающиеся заслуги в обороне Украины, в частности за руководство действиями бригады во время освобождения Изюма в ходе Харьковского контрнаступления, Скибюк был удостоен звания Героя Украины с вручением ордена «Золотая Звезда» 14 октября 2022 года. Кроме того, он награждён орденами Богдана Хмельницкого II и III степени.

## Награды
- Звание «Герой Украины» с удостоением ордена «Золотая Звезда» (14 октября 2022) — за личное мужество и героизм, проявленные в защите государственного суверенитета и территориальной целостности Украины, верность военной присяге[7].
- Орден Богдана Хмельницкого II степени (27 мая 2022) — за личное мужество и высокий профессионализм, проявленные в защите государственного суверенитета и территориальной целостности Украины, верность военной присяге[8].
- Орден Богдана Хмельницкого III степени (8 марта 2022) — за личное мужество и высокий профессионализм, проявленные в защите государственного суверенитета и территориальной целостности Украины, верность военной присяге[9].